# Chulla
Chulla (anche La Chulla) è una località della Bolivia situata nel Dipartimento di Cochabamba, nel municipio di Vinto nella provincia di Quillacollo. Al censimento del 2001 risultava popolata da 2 522 abitanti.